# Sarah Churchill
Sarah Churchill (5 de juny del 1660 – 18 d'octubre del 1744) fou una de les persones més influents del seu temps per l'amistat que tenia amb la reina Anna de la Gran Bretanya, que escoltava els seus consells perquè li parlava amb franquesa. Fou adepta al Partit Whig i, gràcies a la seva relació amb la reina Anna, el seu marit va esdevenir duc de Marlborough i capità general de l'exèrcit.

## Orígens
Sarah va néixer el 5 de juny del 1660, probablement a Holywell House, Saint Albans (Hertfordshire). Era filla de Richard Jennings (antigament escrit Jenyns), membre del Parlament, i de Frances Thornhurst; el seu avi patern era sir John Jennings, també polític, que va tenir una nombrosa descendència. Tenia un oncle, Martin Lister, que va ser un prominent naturalista. Richard Jennings va entrar en contacte amb el duc de York, (que més endavant seria el rei Jaume II), el 1663, durant les negociacions per recuperar unes terres al comtat de Kent (Agney Court) que havien estat propietat de la seva sogra, Susan Lister. A través d'aquesta relació el seu pare va aconseguir que la seva altra filla, Frances, fos nomenada dama d'honor de la duquessa de York, Anne Hyde. Frances va haver de deixar el càrrec quan es va casar i el 1664 Sarah va ser nomenada dama d'honor de la segona esposa del duc, Maria de Mòdena.
Sarah va fer amistat amb la princesa Anna vers el 1675 i l'amistat es va fer més forta així com totes dues anaven fent-se grans. A finals del 1675, quan només tenia 15 anys, li van presentar John Churchill, deu anys més gran que ella, el qual se'n va enamorar. Churchill, que havia estat prèviament amant de la concubina del rei Carles II, Barbara Palmer, estava empobrit i tenia la seva hisenda hipotecada. El pare de John Churchill, tenia previst casar el seu fill amb Catherine Sedley, que havia estat amistançada de Jaume II i era molt rica. John es va arribar a plantejar fer el que volia el seu pare i mantenir una relació il·lícita amb Sarah, però segons es dedueix de les cartes escrites, ella no estava disposada a acceptar aquesta posició.

## Matrimoni

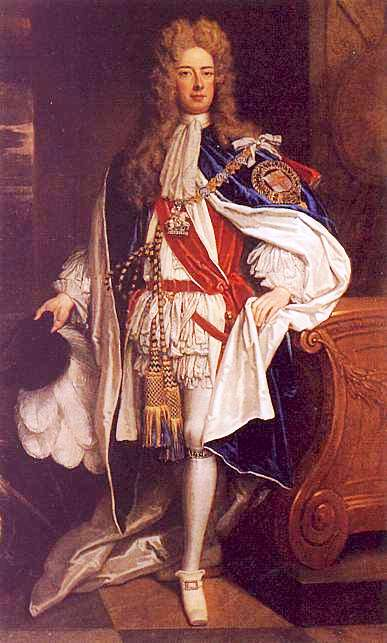
John Churchill, marit de Sarah, retratat per Godfrey Kneller.

El 1677, el germà de Sarah, Ralph, es va morir i ella i la seva germana Frances van esdevenir hereves de les terres familiars a Hertfordshire i a Kent. John i Sarah es van casar aquell any en secret perquè no tenien l'aprovació de les respectives famílies. John i Sarah eren de religió protestants, mentre que entre els membres de la cort predominaven els catòlics, per tant només va fer saber que s'havia casat a la seva amiga Anna, per poder mantenir la seva posició.
Només quan es va quedar embarassada va fer públic el seu matrimoni (l'1 d'octubre del 1678), i es va retirar de la cort per donar a llum la seva filla, que va morir poc després. Quan el duc de York es va instal·lar a Escòcia per l'enrenou polític relacionat amb un suposat complot per assassinar-lo (Popish Plot), John i Sarah el van acompanyar i Carles II els va recompensar nomenant-lo baró d'Eyemouth i, des de llavors s'havien d'adreçar a ella amb el títol de lady Churchill. Passat un temps el duc de York va tornar a Anglaterra. Sarah va ser nomenada  Lady of the Bedchamber d'Anna quan aquesta es va casar el 1683.

## Durant el regnat de Jaume II (1685–1688)
Jaume II va ser un rei impopular i catòlic, mentre que les seves filles, Anna i Maria, s'havien educat en la fe protestant. Un grup anomenat Els Set Immortals van proposar a Guillem d'Orange que assumís el poder juntament amb la princesa Maria. El rei Jaume va manar posar Anna i Sarah Churchill sota arrest domiciliari (a la residència Cockpit, dins del Palau de Whitehall), ja que els marits de totes dues s'havien adherit als Set Immortals. Malgrat tot, Sarah va aconseguir defugir la vigilància, amb la complicitat del bisbe de Londres, i va marxar cap a Nottingham.
Quan l'exèrcit invasor va arribar al país des de les Províncies Unides, Jaume II va fugir a França en lloc d'enfrontar-se, i això va permetre que Guillem assolís el poder sense gaires problemes.

## Regnat de Guillem i Maria
Els nous reis van recompensar el marit de Sarah, donant-li el títol de comte de Marlborough, però no van tenir cap més deferència cap a ells. Maria sabia que durant les primeres setmanes d'incertesa, Sarah havia fet servir la seva influència social per proposar Anna com a reina substituta del rei Jaume, passant per davant de la primogènita que era Maria. Maria no li va perdonar mai i entre Sarah i ella va sorgir una enemistat que va durar per sempre.
Un grup de partidaris d'Anna va presentar una proposta de llei que concediria £50.000 anuals al parlament perquè aquest òrgan fos independent de la monarquia, i es deia que Sarah era la impulsora d'aquesta proposta. El rei Guillem va respondre proposant la mateixa assignació per a Anna, però en lloc d'arribar-li els diners de la tresoreria nacional, li vindrien dels ingressos personals del rei, amb la qual cosa la feien depenent. Maria va demanar a la seva germana que trenqués la seva relació amb Sarah, però com que no ho va fer, Maria va deixar de convidar Anna als actes oficials. Anna, en conseqüència, va abandonar la cort i se'n va anar a viure a casa dels seus amics els ducs de Somerset i es va endur Sarah amb ella.
Mentrestant el seu marit va viatjar a França per entrevistar-se amb Jaume II en l'exili, quan va tornar el van arrestar per traïció.
Quan el 1694, la reina Maria II va morir de verola, Guillem va reconèixer Anna com a següent en la línia successòria i li va demanar que tornés al Palau de Saint James. També va restaurar els honors al comte de Marlborough.

## Regnat d'Anna
El 1702, el rei Guillem III va morir i Anna va pujar al tron. La nova reina va oferir al marit de la seva amiga un ducat, però Sarah inicialment va renunciar perquè acceptar un ducat comportava un seguit de compromisos i despeses que no podia assumir. Llavors la reina els va instituir una pensió vitalícia de £5000 a l'any, procedent dels fons del Parlament més una paga suplementària de £2000 a l'any procedent de l'assignació privada de la reina, i els Marlborough van acceptar el ducat. Per justificar el pagament a Sarah li va adjudicar diversos càrrecs: el de Mistress of the Robes («Dama del vestuari reial»), el més important que podia tenir una dama de la cort en aquell temps; Groom of the Stole («Guardiana de l'estola»), Keeper of the Privy Purse («Guardiana del tresor privat de la reina»), i Ranger of Windsor Great Park («Encarregada del parc de Windsor»). El duc va ser distingit amb la condecoració de l'Orde de la Lligacama, i amb el càrrec de capità general de l'exèrcit.
Durant la major part del regnat d'Anna, el duc de Marlborough va estar a l'estranger amb l'exèrcit, per la qüestió de la Guerra de Successió Espanyola. Sarah es va deixar veure poc per la cort, ja que preferia vigilar de prop la construcció de la seva nova residència, Woodstock Manor, (que més tard s'anomenaria Blenheim Palace), situada en uns terrenys donats per la reina com a premi per la victòria del seu marit en la batalla de Blenheim. La reina li enviava notícies sobre els esdeveniments polítics i li demanava consell en gairebé tots els assumptes.
Sarah tenia reputació de dir el que pensava a la reina, sense falsos afalacs. Anna i Sarah feien servir sobrenoms quan es cartejaven: Mrs Freeman (Sarah) i Mrs Morley (Anna). A la pràctica Sarah tenia el control tant sobre decisions de finances com per decidir qui seria admès a visitar la reina.
De vegades, però, van tenir desavinences. En una ocasió Sarah va insistir que el seu gendre, Charles Spencer, 3r comte de Sunderland, fos admès al Consell Privat. Sarah estava cada cop més implicada amb el partit Whig, que donava suport a la intervenció d'Anglaterra en la guerra de successió espanyola, però a la reina no li agradaven alguns membres radicals d'aquest partit i per això es va negar al nomenament de Charles Spencer. Sarah va fer servir la seva amistat amb el comte de Godolphin, en qui Anna confiava, per demanar-li que recomanés el nomenament i va continuar pressionant la reina enviant-li escrits del partit perquè deixés de veure'ls com a enemics. La seva insistència només va fer l'efecte contrari i el 1704, la reina li va dir a lord Godolphin que probablement ja no tornarien a ser tan amigues com abans.

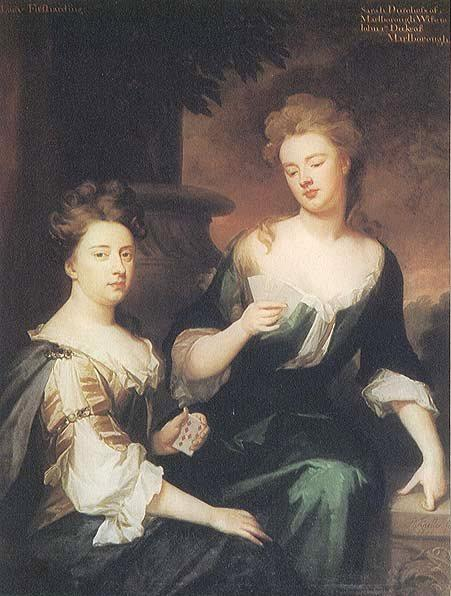
La duquessa de Marlborough (dreta) jugant a cartes amb la seva amiga lady Barbara Fitzharding.

Es va donar un xoc de personalitats, la franquesa i la indiferència pels rangs que tant havia admirat Anna en les qualitats de Sarah durant la joventut, se li van fer pesades en el caràcter de la seva amiga durant el regnat. Una altra cosa que admirava d'ella era que, a diferència de la majoria de dones del seu temps, era capaç d'influir en homes importants com Marlborough i Godolphin. Aquest darrer es va anar apartant de Sarah des que Anna va ser nomenada reina, perquè trobava que li agradava imposar el seu punt de vista i no tenia en compte els desigs dels altres. En l'allunyament de la relació també van tenir a veure les absències de la cort de Sarah i que tardava molt a contestar les cartes de la reina o de vegades no donava resposta. El 1703 va morir de verola el darrer fill de Sarah que encara era viu, John, fet que la va enfonsar i es va apartar de tot contacte social, fins i tot de la reina.
El 1708 va morir el marit de la reina i Sarah es va presentar a palau sense haver estat invitada. Anna no la va voler rebre, però ella la va desobeir i se la va endur a la seva residència de Saint James per passar juntes el dol i així es va reprendre temporalment l'amistat.

## Caiguda en desgràcia
Anys enrere, Sarah va introduir la seva cosina Abigail Hill per ajudar-la a sortir de la pobresa. Amb el temps es va guanyar el favor de la reina, que la va nomenar Lady of the Bedchamber el 1704. Abigail era cosina segona del líder del Partit Tory, Robert Harley, i la va utilitzar per apropar-se a la reina. Abigail tenia una personalitat oposada a Sarah, era submisa, afalagadora i acostumava a donar la raó en tot a la reina.
El juliol del 1708, el duc de Marlborough, amb el seu aliat Eugeni de Savoia van guanyar la batalla d'Oudenaarde i es va celebrar a Londres amb una missa a la catedral de Saint Paul. De camí, Sarah es va discutir amb la reina sobre les joies que portava i li va ensenyar una carta dels seu marit on deia que esperava que la reina fes un bon ús polític de la victòria. Això va ofendre Anna, que va continuar amb la discussió a l'interior de l'església, Sarah li va demanar que callés i això encara la va enfurismar més. L'enuig va durar força dies i encara que Sarah li va escriure una carta demanant disculpes i acceptant que havia estat poc respectuosa, no va servir de gaire i la reina va cercar el consol d'Abigail.
El 1710 Sarah i Anna es van trobar per darrera vegada, la primera va demanar a la segona que trenqués la seva relació amb Abigail perquè era una mala influència. Quan la reina es va negar, Sarah va suggerir que potser la relació era de tipus lèsbic. El marit de Sarah tement que el trencament fos definitiu, li va demanar que el mantingués en el càrrec fins que s'acabés la guerra, però ella només li va donar dos dies i els va acomiadar dels respectius càrrecs. Caiguts en desgràcia, van marxar a altres corts europees on el duc de Marlborough era respectat per la seva intervenció en la guerra.

## Recuperació del favor i darrers anys
Els Marlborough van tornar al seu país la mateixa tarda que va morir la reina, l'1 d'agost del 1714. El rei que la va succeir, Jordi I, era favorable al Whig, el partit que sempre havia defensat Sarah.

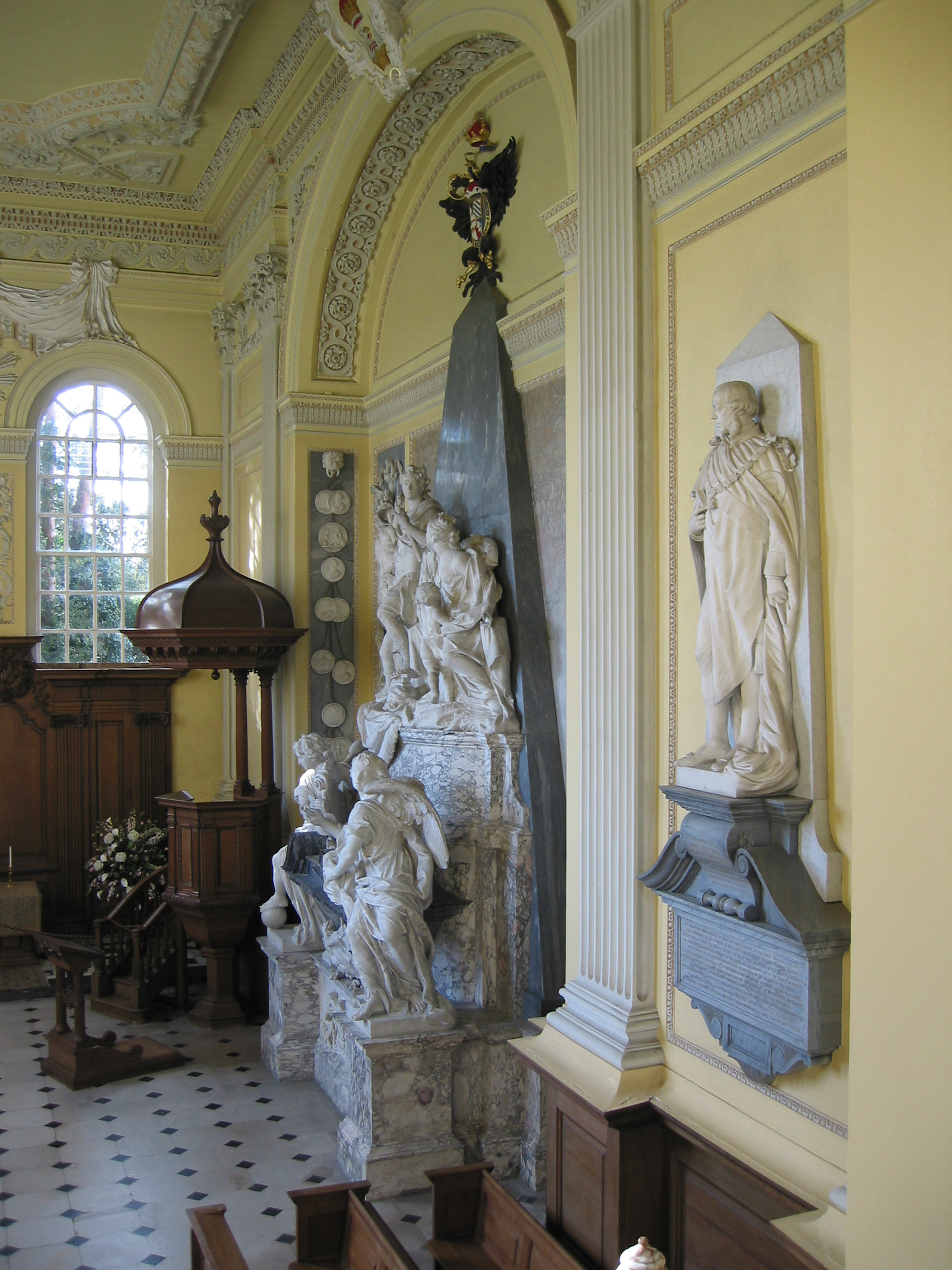
Tomba del duc i la duquessa de Marlborough a Blenheim Palace.

El 1716 el seu marit va patir dos ictus cerebrals, el següent dels quals el va deixar sense parla. Sarah el va estar cuidant fins a la seva mort el 1722.La duquessa vídua va comprar una casa Wimbledon Manor el 1723, i va emprar els diners de l'herència en reconstruir la casa de camp. El ministre Robert Walpole, encara que era del partit Whig, estava en contra de Sarah per haver donat suport a la pau amb Europa; i ella malfiava de la integritat del ministre en assumptes financers.[76] Malgrat això va mantenir bona relació amb la família reial sempre que la reina Carolina la convidava.
L'amistat es va acabar quan una vegada Sarah no va donar permís a la reina per passar a través de les seves terres de Wimbledon, en conseqüència se li va retirar la paga que encara tenia en relació al càrrec de Ranger of Windsor Great Park. Les desavinences van començar quan Sarah va començar a dir que Jordi II tenia un caràcter massa alemany per ser un rei britànic. La pujada d'impostos que va impulsar Walpole i la pau amb Espanya el van fer un monarca impopular a Anglaterra i Sarah ho expressava en públic sense embuts.
Malgrat la pèrdua de popularitat sembla que mai va perdre el seu atractiu, ja que va rebre propostes de matrimoni mentre era vídua, una d'aquestes procedent del seu antic enemic, Charles Seymour, sisè duc de Somerset, però va preferir no acceptar-ne cap i ser independent. Va morir el 1744, als vuitanta-vuit anys.